# Боев, Василий Романович
Василий Романович Боев (1922—2004) — советский и российский ученый в области экономики и организации сельскохозяйственного производства. Доктор экономических наук (1972), профессор (1973), член-корреспондент ВАСХНИЛ (1971), академик ВАСХНИЛ (1983).

## Биография
Родился 8 марта 1922 года в городе Красный Лиман Донецкой области. Участник Великой Отечественной войны.
Окончил Московскую сельскохозяйственную академию им. К. А. Тимирязева (1951).
- 1951—1957 участковый агроном Деминской МТС Волгоградской области, помощник заместителя министра сельского хозяйства СССР, заведующий отделом экономики журнала «Колхозное производство», помощник министра сельского хозяйства РСФСР. В 1956 году защитил кандидатскую диссертацию «Опыт организации уборки сахарной свеклы поточным способом : на примере Таловской опытной-показательной МТС Воронежской области».
- 1957—1958 старший научный сотрудник ВАСХНИЛ
- 1958—1971 руководитель отдела цен и себестоимости с.-х. продукции ВНИИ экономики сельского хозяйства, в 1971 году защитил докторскую диссертацию «Проблемы анализа и совершенствования закупочных цен на продукты сельского хозяйства»
- 1971—1984 директор Сибирского НИИ экономики сельского хозяйства
- (по совместительству) 1972—1981 профессор Новосибирского СХИ
- (по совместительству) 1976—1984 первый заместитель председателя президиума Сибирского отделения ВАСХНИЛ
- директор (1984—1997), главный научный сотрудник, советник (с 1997 г.) ВНИИ экономики сельского хозяйства. Одновременно в 1988—1990 генеральный директор Отраслевого научного комплекса по экономике и управлению АПК при ВАСХНИЛ.

Умер 12 ноября 2004 года.

## Награды
- Награждён орденами Трудового Красного Знамени (1982), «Знак Почёта» (1976), орденами Отечественной войны II и I степени (1945, 1985).
- Заслуженный деятель науки Российской Федерации (1997).
- Лауреат премии имени академика В. С. Немчинова.

## Труды
В числе работ В. Р. Боева книги:
- Закупочные цены и чистый доход колхозов. — М.: Колос, 1969. — 192 с.
- Совершенствование закупочных цен на сельскохозяйственную продукцию: (вопр. теории и практики). — М.: Экономика, 1974. — 199 с.
- Экономические рычаги ускорения научно-технического прогресса / соавт. А. Г. Зельднер. — М.: Агропромиздат,1988. — 63 с.
- Производственные и научно-производственные системы в сельском хозяйстве / соавт.: Е. С. Оглоблин и др. — М.: Агропромиздат, 1990. — 207 с.
- Продовольственная безопасность СНГ / соавт.: Е. Е. Румянцева, В. А. Дадалко. — М.; Минск: Армита-Маркетинг-Менеджмент, 1998. — 444 с.
- Методика обеспечения продовольствием населения крупных городов / соавт.: Д. Ф. Вермель и др. — М., 1999. — 136 с.
- Методы экономических исследований в агропромышленном производстве / соавт.: А. Ф. Серков и др. — М., 1999. — 259 с.
- Продовольственные рынки — центры координации производства и реализации продукции // Прод. рынок России : кооп. и сотрудничество. М., 2000. С.111-112.
- Крупным городам — надежную продовольственную базу // Экономика с.-х. и перераб. предприятий. 2001. № 7. С.14-16.
- Реформа обязывает // Пробл. подъёма развития агропром. комплекса в соврем. условиях. М., 2002. С.77-82.
- Правильно оценивать факторы интенсификации // Регион. АПК и пробл. развития межрегион. и внешнепрод. связей. Новосибирск, 2004. С.43-44.